# 张水兵
张水兵（1954年7月—），男，汉族，安徽泾县人，中华人民共和国企业家、政治人物。第八届全国政协委员。